# Jandaíra (Bahia)
Jandaíra is een gemeente in de Braziliaanse deelstaat Bahia. De gemeente telt 10.018 inwoners (schatting 2009).

## Aangrenzende gemeenten
De gemeente grenst aan Conde, Rio Real, Cristinápolis (SE) en Indiaroba (SE).